# Ágúst Hauksson
Ágúst Friðrik Hauksson (11 settembre 1960) è un ex calciatore islandese, di ruolo difensore.

## Carriera

### Club
Hauksson giocò nel Þróttur prima di passare al Fram Reykjavík. Tornò brevemente nel Þróttur, prima di essere ingaggiato dai norvegesi del Kopervik. Successivamente vestì le casacche di Vard Haugesund e Trio.
Seguirono poi esperienze con le maglie del Rosendal e ancora del Trio. Ritornato in Islanda per una parentesi al Þróttur, giocò nuovamente in Norvegia, prima nelle file dell'Averøykameratene e poi dello Stord. Nel 2003 fu in forza al Trio.

### Nazionale
Giocò una partita per l'Islanda.